# La belva dalla calda pelle (film)
La belva dalla calda pelle è un film del 1981 diretto da Bruno Fontana, tratto dal suo romanzo omonimo (ed. Trevi).

## Trama
Conclusa un'impegnativa missione, un commando mercenario si trova abbandonato in una zona selvaggia e ostile; per di più muore il comandante e i soldati superstiti, in cerca di salvezza, si macchiano d’efferatezze. 
 Una bella e misteriosa mulatta fa giustizia eliminandoli a uno a uno.